# Зарецкий, Игорь Вольдемарович
Игорь Вольдемарович Зарецкий (11 сентября 1951, Ярославль) — ярославский яхтсмен. Яхта «Гранд» (модернизированный «Конрад-25») из класса «четвертьтонников». Вместе со своей командой победитель и призёр регат на Волге, Онеге и Ладоге. Первый россиянин, победивший в трансатлантической одиночной парусной регате «Jester Challenge 2010»: прошёл 3200 миль за 33 дня. В это время ему было 59 лет. В регате участвовали ещё два российских яхтсмена: Михаил Солдатов и Алексей Федорук.
Лауреат национальной премии «Яхтсмен года 2010», учрежденной журналом YACHT Russia совместно с Всероссийской федерацией парусного спорта.
В 2016 году подал предварительную заявку на участие в кругосветной гонке одиночек Golden Globe Race 2018, стартующей 18 июня 2018 года.
20 мая 2017 года спонсором Игоря Зарецкого - группой компаний "Дубль В" - в Испании была приобретена яхта Belliure Enduracnce 35 для участия в гонке Golden Globe Race.
В 2019 году удостоен специальной награды «За мужество» национальной премии «Яхтсмен года», учрежденной журналом YACHT Russia.